# Campeonato dos Estados Unidos de Patinação Artística no Gelo de 2018
O Campeonato dos Estados Unidos de Patinação Artística no Gelo de 2018 foi a centésima primeira edição do Campeonato dos Estados Unidos de Patinação Artística no Gelo, um evento anual de patinação artística no gelo onde os patinadores artísticos competem pelo título de campeão americano nos níveis sênior, júnior, noviço, intermediário e juvenil. A competição foi disputada entre os dias 29 de dezembro de 2017 e 8 de janeiro de 2018, na cidade de San Jose, Califórnia.

## Eventos
- Individual masculino
- Individual feminino
- Duplas
- Dança no gelo

## Medalhistas
| Evento                        | Ouro                                    | Prata                            | Bronze                             | Peltre                              |
| Sênior                        |                                         |                                  |                                    |                                     |
| Individual masculino detalhes | Nathan Chen                             | Ross Miner                       | Vincent Zhou                       | Adam Rippon                         |
| Individual feminino detalhes  | Bradie Tennell                          | Mirai Nagasu                     | Karen Chen                         | Ashley Wagner                       |
| Duplas detalhes               | Alexa Scimeca Knierim Chris Knierim     | Tarah Kayne Danny O'Shea         | Deanna Stellato Nathan Bartholomay | Ashley Cain Timothy LeDuc           |
| Dança no gelo detalhes        | Madison Hubbell Zachary Donohue         | Maia Shibutani Alex Shibutani    | Madison Chock Evan Bates           | Kaitlin Hawayek Jean-Luc Baker      |
| Júnior                        |                                         |                                  |                                    |                                     |
| Individual masculino          | Camden Pulkinen                         | Dinh Tran                        | Maxim Naumov                       | Ryan Dunk                           |
| Individual feminino           | Alysa Liu                               | Pooja Kalyan                     | Ting Cui                           | Hanna Harrell                       |
| Duplas                        | Audrey Lu Misha Mitrofanov              | Sarah Feng TJ Nyman              | Laiken Lockley Keenan Prochnow     | Nadine Wang Spencer Howe            |
| Dança no gelo                 | Christina Carreira Anthony Ponomarenko  | Caroline Green Gordon Green      | Chloe Lewis Logan Bye              | Eliana Gropman Ian Somerville       |
| Noviço                        |                                         |                                  |                                    |                                     |
| Individual masculino          | Goku Endo                               | Max Lake                         | Nicholas Hsieh                     | Lucas Altieri                       |
| Individual feminino           | Beverly Zhu                             | Emilea Zingas                    | Violeta Ushakova                   | Calista Choi                        |
| Duplas                        | Jade Hom Franz-Peter Jerosch            | Joanna Hubbart William Hubbart   | Masha Mokhova Ivan Mokhov          | Ellie McClellan Jim Garbutt         |
| Dança no gelo                 | Katarina Wolfkostin Howard Zhao         | Gianna Buckley Jeffrey Chen      | Caroline Liu Kenan Slevira         | Elizabeth Tkachenko Alexei Kiliakov |
| Intermediário                 |                                         |                                  |                                    |                                     |
| Individual masculino          | Maxim Zharkov                           | Matthew Nielsen                  | Liam Kapeikis                      | William Annis                       |
| Individual feminino           | Indi Cha                                | Alyssa Chan                      | Arianna Concepcion                 | Alena Budko                         |
| Duplas                        | Zoe Larson Nick Hubbart                 | Cate Fleming Jedidiah Isbell     | Katie Luong Nathan Luong           | Sydney Flaum Cayden McKenzie-Cook   |
| Dança no gelo                 | Elliana Peal Ethan Peal                 | Claire Cain Andrei Davydov       | Anna Gissibl Alexander Colucci     | Nastia Efimova Jonathan Zhao        |
| Juvenil                       |                                         |                                  |                                    |                                     |
| Individual masculino          | Keita Horiko                            | Jacob Sanchez                    | Nhat-Viet Nguyen                   | Andriy Kratyuk                      |
| Individual feminino           | Isabeau Levito                          | Clara Kim                        | Macie Rolf                         | Madeleine Park                      |
| Duplas                        | Natasha Mishkutionok Daniel Tioumentsev | Nadia Wang Jaden Schwab          | Dalila DeLaura Ryan Xie            | Megan Voigt Levon Davis             |
| Dança no gelo                 | Jenna Hauer Benjamin Starr              | Zoe Sensenbrenner Matthew Sperry | Kristina Bland Gabriel Francis     | Emma L'Esperance Mika Amdour        |

## Resultados

### Sênior

#### Individual masculino
| Pos.              | Nome               | Pontos | PC         | PL          |
| ----------------- | ------------------ | ------ | ---------- | ----------- |
| Medalha de ouro   | Nathan Chen        | 315.23 | 104.45 (1) | 210.78 (1)  |
| Medalha de prata  | Ross Miner         | 274.51 | 88.91 (6)  | 185.60 (2)  |
| Medalha de bronze | Vincent Zhou       | 273.83 | 89.02 (5)  | 184.81 (3)  |
| Medalha de peltre | Adam Rippon        | 268.34 | 96.52 (2)  | 171.82 (4)  |
| 5                 | Grant Hochstein    | 255.31 | 92.18 (4)  | 163.13 (5)  |
| 6                 | Jason Brown        | 253.68 | 93.23 (3)  | 160.45 (6)  |
| 7                 | Timothy Dolensky   | 236.33 | 85.06 (7)  | 151.27 (9)  |
| 8                 | Alexander Johnson  | 232.62 | 79.60 (10) | 153.02 (8)  |
| 9                 | Max Aaron          | 224.20 | 74.95 (12) | 149.25 (10) |
| 10                | Alexei Krasnozhon  | 223.58 | 82.58 (8)  | 141.00 (13) |
| 11                | Jimmy Ma           | 222.41 | 75.28 (11) | 147.13 (11) |
| 12                | Tomoki Hiwatashi   | 217.53 | 63.48 (15) | 154.05 (7)  |
| 13                | Andrew Torgashev   | 217.01 | 81.32 (9)  | 135.69 (14) |
| 14                | Sean Rabbitt       | 214.53 | 73.29 (13) | 141.24 (12) |
| 15                | Jordan Moeller     | 180.21 | 55.35 (20) | 124.86 (15) |
| 16                | Ben Jalovick       | 178.33 | 56.12 (19) | 122.21 (16) |
| 17                | Daniel Kulenkamp   | 177.95 | 60.15 (18) | 117.80 (17) |
| 18                | Emmanuel Savary    | 177.13 | 64.65 (14) | 112.48 (18) |
| 19                | Sebastien Payannet | 172.89 | 61.29 (16) | 111.60 (20) |
| 20                | Scott Dyer         | 172.04 | 60.17 (17) | 111.87 (19) |
| 21                | Kevin Shum         | 163.33 | 52.04 (21) | 111.29 (21) |

#### Individual feminino
| Pos.              | Nome              | Pontos | PC         | PL          |
| ----------------- | ----------------- | ------ | ---------- | ----------- |
| Medalha de ouro   | Bradie Tennell    | 219.51 | 73.79 (1)  | 145.72 (1)  |
| Medalha de prata  | Mirai Nagasu      | 213.84 | 73.09 (2)  | 140.75 (2)  |
| Medalha de bronze | Karen Chen        | 198.59 | 69.48 (3)  | 129.11 (4)  |
| Medalha de peltre | Ashley Wagner     | 196.19 | 65.94 (5)  | 130.25 (3)  |
| 5                 | Mariah Bell       | 192.34 | 65.18 (6)  | 127.16 (6)  |
| 6                 | Starr Andrews     | 189.91 | 62.55 (8)  | 127.36 (5)  |
| 7                 | Angela Wang       | 188.01 | 67.00 (4)  | 121.01 (7)  |
| 8                 | Amber Glenn       | 168.06 | 61.62 (9)  | 106.44 (9)  |
| 9                 | Courtney Hicks    | 165.48 | 57.81 (11) | 107.67 (8)  |
| 10                | Tessa Hong        | 156.86 | 55.82 (13) | 101.04 (11) |
| 11                | Caroline Zhang    | 156.38 | 60.29 (10) | 96.09 (14)  |
| 12                | Franchesca Chiera | 150.99 | 53.85 (14) | 97.14 (13)  |
| 13                | Hannah Miller     | 149.14 | 57.57 (12) | 91.57 (16)  |
| 14                | Kaitlyn Nguyen    | 146.20 | 46.30 (17) | 99.90 (12)  |
| 15                | Brynne Mcisaac    | 145.54 | 43.97 (20) | 101.57 (10) |
| 16                | Emmy Ma           | 138.02 | 45.55 (18) | 92.47 (15)  |
| 17                | Megan Wessenberg  | 131.73 | 40.90 (22) | 90.83 (17)  |
| 18                | Katie Mcbeath     | 124.64 | 48.53 (15) | 76.11 (18)  |
| 19                | Vivian Le         | 122.60 | 46.65 (16) | 75.95 (19)  |
| 20                | Emily Chan        | 104.43 | 44.79 (19) | 59.64 (20)  |
| WD                | Polina Edmunds    | —      | 63.78 (7)  | — (WD)      |
| WD                | Ashley Lin        | —      | 42.33 (21) | — (WD)      |

#### Duplas
| Pos.              | Nome                                     | Pontos | PC         | PL          |
| ----------------- | ---------------------------------------- | ------ | ---------- | ----------- |
| Medalha de ouro   | Alexa Scimeca Knierim / Chris Knierim    | 206.60 | 71.10 (1)  | 135.50 (1)  |
| Medalha de prata  | Tarah Kayne / Danny O'Shea               | 200.80 | 68.93 (2)  | 131.87 (2)  |
| Medalha de bronze | Deanna Stellato / Nathan Bartholomay     | 197.65 | 67.84 (3)  | 129.81 (3)  |
| Medalha de peltre | Ashley Cain / Timothy Leduc              | 187.14 | 60.03 (8)  | 127.11 (4)  |
| 5                 | Haven Denney / Brandon Frazier           | 186.32 | 63.63 (4)  | 122.69 (5)  |
| 6                 | Marissa Castelli / Mervin Tran           | 182.38 | 60.75 (6)  | 121.63 (6)  |
| 7                 | Chelsea Liu / Brian Johnson              | 167.47 | 62.35 (5)  | 105.12 (9)  |
| 8                 | Jessica Pfund / Joshua Santillan         | 163.62 | 60.52 (7)  | 103.10 (10) |
| 9                 | Jessica Calalang / Zack Sidhu            | 162.23 | 50.43 (12) | 111.80 (7)  |
| 10                | Erika Smith / Aj Reiss                   | 159.03 | 50.95 (11) | 108.08 (8)  |
| 11                | Nica Digerness / Danny Neudecker         | 154.10 | 53.78 (9)  | 100.32 (11) |
| 12                | Winter Deardorff / Max Settlage          | 145.66 | 51.15 (10) | 94.51 (13)  |
| 13                | Caitlin Fields / Ernie Utah Stevens      | 142.12 | 45.49 (13) | 96.63 (12)  |
| 14                | Alexandria Yao / Jacob Simon             | 128.12 | 40.97 (15) | 87.15 (14)  |
| 15                | Allison Timlen / Justin Highgate-Brutman | 126.05 | 41.70 (14) | 84.35 (15)  |

#### Dança no gelo
| Pos.              | Nome                                | Pontos | PC         | PL         |
| ----------------- | ----------------------------------- | ------ | ---------- | ---------- |
| Medalha de ouro   | Madison Hubbell / Zachary Donohue   | 197.12 | 79.10 (2)  | 118.02 (2) |
| Medalha de prata  | Maia Shibutani / Alex Shibutani     | 196.93 | 82.33 (1)  | 114.60 (3) |
| Medalha de bronze | Madison Chock / Evan Bates          | 196.60 | 77.61 (3)  | 118.99 (1) |
| Medalha de peltre | Kaitlin Hawayek / Jean-Luc Baker    | 187.61 | 73.18 (4)  | 114.43 (4) |
| 5                 | Rachel Parsons / Michael Parsons    | 176.07 | 72.69 (5)  | 103.38 (6) |
| 6                 | Lorraine Mcnamara / Quinn Carpenter | 175.19 | 69.16 (6)  | 106.03 (5) |
| 7                 | Elliana Pogrebinsky / Alex Benoit   | 167.98 | 66.41 (7)  | 101.57 (7) |
| 8                 | Alexandra Aldridge / Daniel Eaton   | 153.93 | 61.21 (8)  | 92.72 (8)  |
| 9                 | Karina Manta / Joseph Johnson       | 151.00 | 58.29 (9)  | 92.71 (9)  |
| 10                | Julia Biechler / Damian Dodge       | 136.37 | 54.53 (10) | 81.84 (10) |
| 11                | Elicia Reynolds / Stephen Reynolds  | 110.92 | 40.92 (11) | 70.00 (11) |
| 12                | Cassidy Klopstock / Jacob Schedl    | 89.28  | 37.16 (12) | 52.12 (12) |
| 13                | Ashley Bain / Oleg Altukhov         | 79.42  | 31.17 (13) | 48.25 (13) |